# Can't Fight This Feeling
«Can't Fight this Feeling» (en español: "No Puedo Pelear Con Este Sentimiento") es una canción Dance escrita por Junior Caldera y Sophie Ellis-Bextor, y producido por Junior Caldera para su primer álbum, "Début", publicado en 2009. Fue publicado como cuarto sencillo del álbum en Francia en los formatos de descarga digital y sencillo en CD, y funcionó también como segundo sencillo del cuarto álbum de Sophie Ellis-Bextor "Make a Scene".

## Lista de canciones
Paquete 1 de las Descargas digitales
1. Can't Fight this Feeling (Radio Edit)
2. Can't Fight this Feeling (Junior Moonlight Remix)
3. Can't Fight this Feeling (Mischa Daniels Radio Edit)
4. Can't Fight this Feeling (Soundshakerz Radio Edit)
5. Can't Fight this Feeling (Junior Caldera Remix Radio Edit)

Paquete 2 de las Descargas digitales
1. Can't Fight this Feeling (Soulshakerz Club Extended Mix)
2. Can't Fight this Feeling (Avicii Universe Mix)
3. Can't Fight this Feeling (Junior Caldera Remix)
4. Can't Fight this Feeling (Mischa Daniels Original Mix)

Paquete 3 de las Descargas digitales
1. Can't Fight this Feeling (Radio Edit)
2. Can't Fight this Feeling (Original Mix)

Sencillo en CD
1. Can't Fight This Feeling (Versión Original)

## Remixes oficiales
1. Can't Fight this Feeling (Avicii Universe Mix)
2. Can't Fight this Feeling (Junior Caldera Remix)
3. Can't Fight this Feeling (Junior Caldera Remix Radio Edit)
4. Can't Fight this Feeling (Junior Moonlight Remix)
5. Can't Fight this Feeling (Mischa Daniels Instrumental)
6. Can't Fight this Feeling (Mischa Daniels Original Mix)
7. Can't Fight this Feeling (Mischa Daniels Radio Edit)
8. Can't Fight this Feeling (Original Versión)
9. Can't Fight this Feeling (Soundshakerz Club Extended)

## Resultado en las listas
| Lista (2010)                      | Mejor Posición |
| --------------------------------- | -------------- |
| Lista francesa digital de singles | 30             |
| Lista francesa de Club            | 5              |